# Platydesma cornuta
Platydesma cornuta är en vinruteväxtart som beskrevs av Wilhelm B. Hillebrand. Platydesma cornuta ingår i släktet Platydesma och familjen vinruteväxter. Utöver nominatformen finns också underarten P. c. decurrens.